# 湖泽镇
湖泽镇，是中国江西省新余市分宜县所辖的一个镇。

## 行政区划
现辖：
湖泽社区、闹洲村、汉塘村、水川村、尚睦村、南溪村、湖泽村、罗沙村和铁坑铁矿公司社区。